# Indonéziában történt légi közlekedési balesetek listája
Az Indonéziában történt légi közlekedési balesetek listája mind a halálos áldozattal járó, mind pedig a kisebb balesetek, meghibásodások miatt történt, gyakran csak az adott légiforgalmi járművet érintő baleseteket is tartalmazza évenkénti bontásban.

## Indonéziában történt légi közlekedési balesetek

### 2007
- 2007. december 19., Palembang. Lezuhant a SilkAir légitársaság 185-ös járata, egy Boeing 737 típusú utasszállító repülőgép. A gépen 97 utas és 7 fős személyzet volt, mindenki életét vesztette.[1][2]

### 2012
- 2012. május 9., Salak-hegy, Jáva. Egy bemutatórepülést végző Szuhoj Superjet 100–95 típusú utasszállító repülőgép pilótahiba miatt hegyoldalnak ütközött. A balesetben 45 fő vesztette életét 37 utas és 8 fős személyzet. Az utasok között a cég lehetséges vásárlóiank képviselői, illetve újságírók utaztak.[3][4][5][6][7]

### 2018
- 2018. augusztus 11. A Dimonim Air légitársaság Tanahmerahból indult és Oksibilbe tartó Pilatus típusú repülőgépe szombat délután lezuhant. A gépen utazó hét fő és 2 fő személyzet tagjai közül csak egy 12 éves fiú élte túl a balesetet.[8]
- 2018. október 29. A Lion Air légitársaság Jakartából a Szumátra melletti Bangka szigetére tartó Boeing 737 MAX 8 típusú utasszállító repülőgépe 13 perccel a felszállást követően lezuhant. A gépen 180 utas és 8 fő személyzet volt. Senki sem élte túl a tragédiát.[9] A katasztrófát a gép irányítási rendszerének hibája okozta.[10]